# المخيم الكشفي الأوروبي 2005
عقد الأوروبي المخيم الكشفي 2005 (بالإنجليزية:European Scout Jamboree 2005) في صيف عام 2005 واستمر لمدة 12 يوما في الفترة بين 29 يوليو و 10 أغسطس في هايلاندز بارك، تشيلمسفورد، إسكس، بالقرب غيلويل منتزة المركز التخيمي والتدريبي الخاص لقادة الوحدات الكشفية. شارك حوالي 10،000 من الكشافة من 67 بلدا؛ ويعتبر أكبر تجمع كشفي منذ 10 أعوام في أوروبا و منذ 50 عاما في المملكة المتحدة.